# Gnosis (tidskrift)
Gnosis var en tidskrift för en andlig kultur, som utgavs 1984 -1992 med Björn Sahlin som grundare och redaktör.
Tidskriftens syfte var att stimulera andlig och kulturell förnyelse, främja kontakten mellan olika konfessioner och mellan religion och samhälle.
Utgivningen omfattade uppemot 2000 sidor artiklar och essäer inom filosofi, religion och humaniora. Innehållet uppvisade såväl djup som bredd. Här samsades Åke Hultkrantz forskning om meditation bland Nordamerikas indianer med Jacob Böhmes mystiska traktat Födelse på nytt, Sven Heilos tolkningar av Thomas Mertons prosadiktning med Bengt Åbergs betraktelser om mystik i Svenska kyrkan.
Det sista numret utkom år 1992 med Björn Sahlin och Lisbeth Gustafsson som redaktörer, ett temanummer med titeln "Skatten i åkern. Med kvinnan som vägviserska till andlig förnyelse".

## Utdrag ur tidskriftens programförklaring i startnumret
| ” | Att vi kallar denna tidskrift för Gnosis kräver sin förklaring. Det är en utmaning! I vår lutherska ankdamm är ordet belastat. Det förknippas ofta med gnosticism, med villolära och kätteri. Men faktum är att ordet förekommer inte mindre än ett trettiotal gånger i Nya testamentet. Det borde alltså vara en central term i kristet språkbruk, i evangelisk teologi. Ordet betyder kort uttryckt ”kunskap”, ”insikt”, ”visshet”, ”förståelse”. Genom alla tider har tron trots allt innehållit ett kunskapsmoment, även om denna kunskap avsett en dimension som inte är materiell och omedelbart påtaglig och följaktligen inte heller formuleringsbar på samma sätt som vanlig kunskap. Vägen till denna annorlunda kunskap går över aning och intuition och inte över grövre, vetenskapliga mätmetoder – även om vi i dag genom forskning i tillvarons ”ytter”-områden börjar registrera denna dimensions närvaro. I senare tiders lutherska teologi har man tenderat att negligera kunskapsmomentet i tron och istället betonat dess karaktär av tillit och förtröstan, hopp. Detta är naturligtvis ett sätt att försöka komma undan sanningsfrågan, att göra tron oåtkomlig för kritik från filosofins och naturvetenskapens sida. Alltsedan renässansen har tron på detta sätt varit på defensiven i takt med att vetandet och tänkandet alltmer gripit omkring sig. Men vi tror att den utvägen inte bara är fruktlös utan också på sikt förödande, därför att den leder till intellektuell och andlig stagnation och till ett konserverande av primitiva trosföreställningar. - Vi utmanar därför dem som vill upprätthålla den gamla gränsdragningen mellan tro och vetande, där tro är tro och vetande är vetande. Vi ser det urgamla bruket inom religionerna av ordet ”kunskap” som en uppfordran till nyorientering ifråga om problematiken tro/vetande. - Vi utmanar dem som ser tron som en överbyggnad, ovanställd vetandets dimensioner, oåtkomlig för kunskap. Vi ser en sådan hållning som lättja och flykt, som underminerar religionens trovärdighet och stöter bort de intellektuella. Vi vill granska och pröva kunskapens möjligheter på trons område och göra upp med föråldrade föreställningar. Trons innehåll är inte en gång för alla fastlagt, utan vår kunskap i trosfrågor kan vidgas, förökas och fördjupas. - Vi utmanar dem som använder tron som ett bedövningsmedel och som ett rättfärdigande av sin brist på kunskap, kunskapssökande och självtänkande. Polariseringen av tro och vetande är falsk, eftersom världen är en och allt har ett och samma ursprung. - Vi utmanar dem som vill se tron som ett utslag av förvetenskaplig primitivitet. Vi vill vidga kunskapens område och möjligheter. Därför vill vi också forska i nya, oprövade kunskapsvägar till en andlig dimension, eller till andliga dimensioner. - Vi utmanar också dem som behandlar tro och religion som en isolerad företeelse i samhället. Vi tror att hela tillvaron är genomsyrad av en andlig dimension. Följaktligen vill vi arbeta för ett förutsättningslöst sanningssökande på alla områden, främja en inspirerad humanistisk kultur, konst och musik, tvärvetenskapliga studier. Under åttiotalet har vi fått en helt ny andlig situation, som verkar ytterst fruktbar och inspirerande. Plötsligt är det vetenskapsmännen, inte prästerskapet, som har väsentliga erfarenheter att förmedla till oss om de dimensioner i tillvaron som pekar mot ett yttersta gudomligt mysterium. Det är fysiker och biologer som i dag kan övertyga oss om existensen av en andlig dimension. | ” |

## Teman för utgivna nummer
- Nr 1/84. Mötet mellan öst och väst. Vårt andliga klimat i dag. 48 s.
- Nr 2/84-1/85. Religion och psykologi. 96 s.
- Nr 2/85. Religion och samhälle. 48 s.
- Nr 3-4/85. Själen och Gud. 64 s.
- Nr 1-2/86. Den moderna mystiken. 96 s.
- Nr 3-4/86. Världsreligioner ser på varandra. 96 s.
- Nr 1-2/87. Mystiken, kvinnan, religionen. 96 s.
- Nr 3-4/87. Den gränsöverskridande människan. 112 s.
- Nr 1-2/88. Den heliga dårskapen. 112 s.
- Nr 3-4/88-1/89 Helig dårskap, hemlig vishet. 176 s.
- Nr 2-4/89. Emilia Fogelklous verklighetsupptäckt. 207 s.
- Nr 1/90-1/91. På spaning efter helighet och mening. 352 s.
- Nr 2/91-3/92. Skatten i åkern. Med kvinnan som vägviserska till andlig förnyelse. 352 s.